# Efeito poste de luz

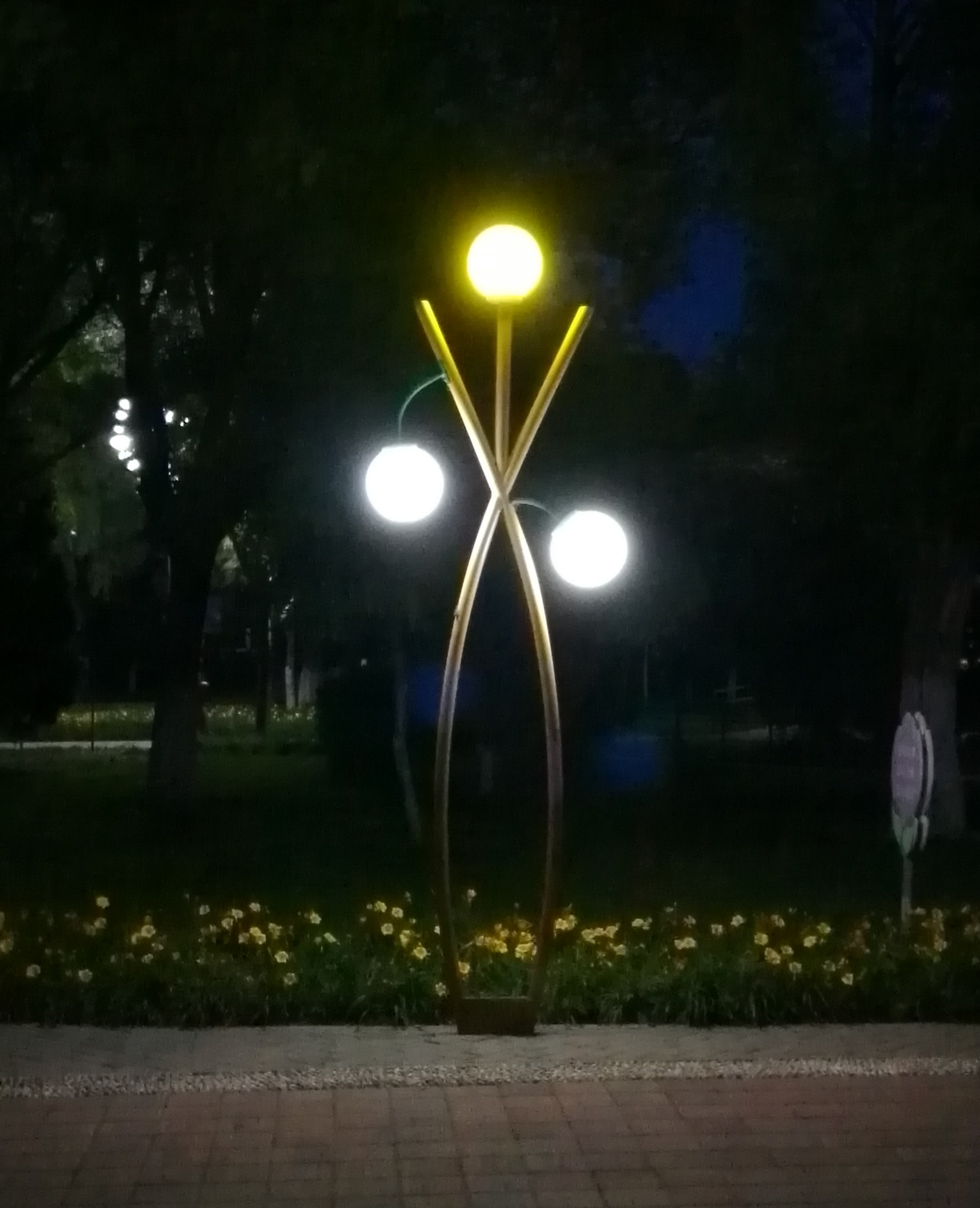
É mais difícil encontrar algo no chão, onde não é bem iluminado

O efeito poste de luz, ou o princípio da busca do bêbado, é um tipo de viés observacional que ocorre quando as pessoas procuram apenas por algo onde é mais fácil olhar. Ambos os nomes se referem a uma conhecida piada:

Um policial vê um homem bêbado procurando algo debaixo de um poste de luz e pergunta o que o bêbado perdeu. Ele diz que perdeu suas chaves e ambos procuram juntos debaixo do poste. Depois de alguns minutos, o policial pergunta se ele tem certeza de que perdeu as chaves ali, e o bêbado responde: "não, eu perdi no parque". O policial pergunta por que ele está procurando ali, e o bêbado responde: "é porque a luz está aqui".
A anedota é atribuída a Nasreddin . De acordo com Idries Shah, este conto é usado por muitos sufis, comentando sobre pessoas que buscam fontes exóticas de iluminação. Fora do corpus de Nasreddin, a anedota remonta pelo menos à década de 1920, e tem sido usada metaforicamente nas ciências sociais desde pelo menos 1964, quando Abraham Kaplan se referiu a ela como "o princípio da busca do bêbado". Noam Chomsky, por exemplo, usa o conto como uma imagem de como a ciência opera: "A ciência é um pouco como a piada sobre o bêbado que procura debaixo de um poste uma chave que perdeu do outro lado da rua, porque é onde está a luz. Não tem outra escolha."